# Cervejaria Distelhäuser

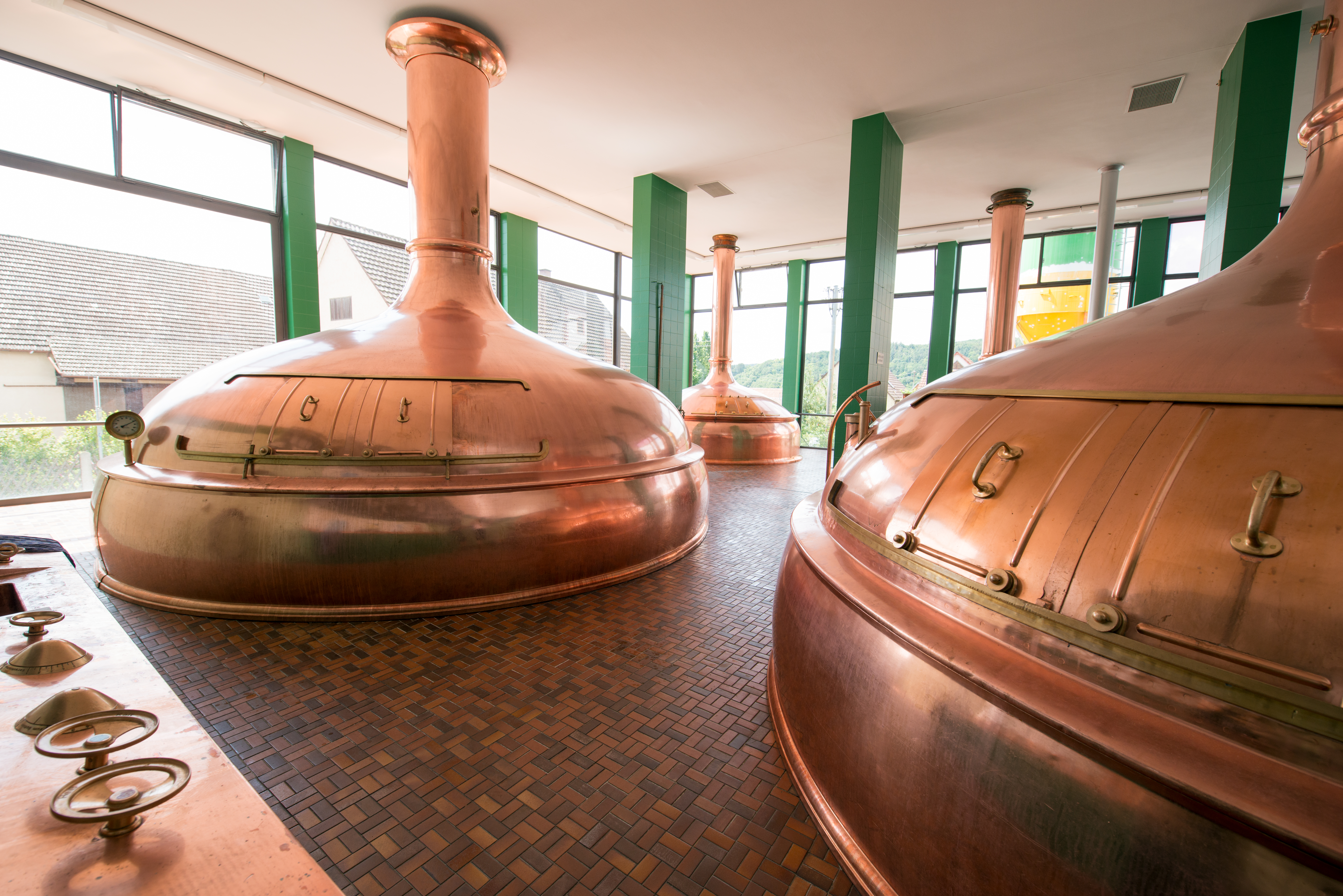
Um olhar sobre a cervejaria da cervejaria (2016)

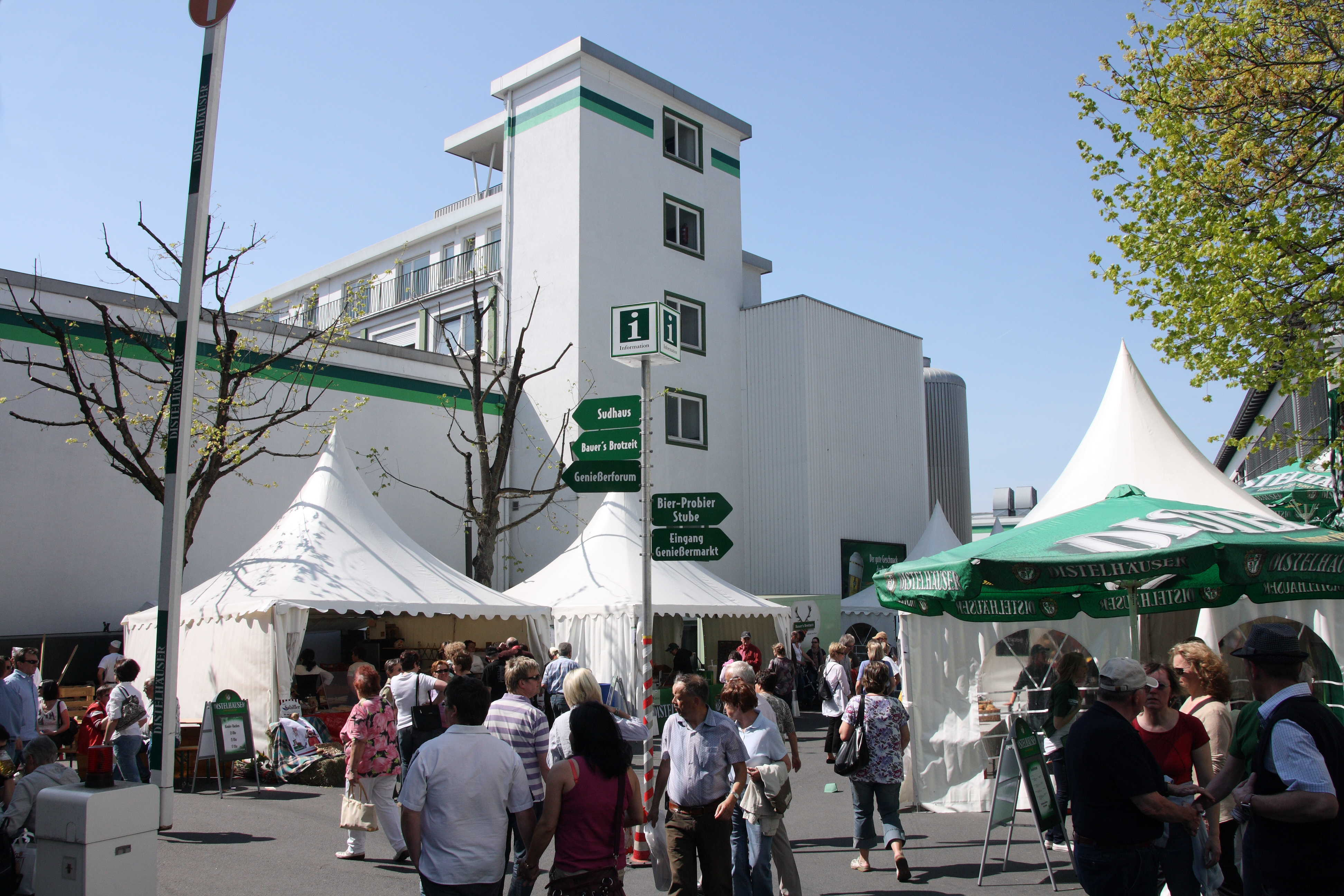
mercado gourmet da cervejaria (2010)

A Cervejaria Distelhäuser (em alemão:  Distelhäuser Brauerei) é uma cervejaria localizada em Tauberbischofsheim, no distrito de Distelhausen, região de Tauberfranken, Alemanha. 

## História
A cervejaria foi fundada em 1811, com o nome Brauerei Womann, e adquirida em 1876 por Ernst Bauer. Sua produção anual é de ca. 190.000 hectolitros. Atualmente são produzidos 17 tipos de cerveja, consumidos em sua maioria nas regiões de Nordbaden e Unterfranken, por exemplo Pils, Weizen, Dunkelbier, Landbier, Märzen, Export, Malzbier, Festbier, Winterbock e Taubertaler Radler. Os ingredientes são principalmente da região . A cervejaria pertence à associação Die Freien Brauer, congregando 40 pequenas e médias cervejarias. Já em 1956 a cervejaria incorporou de diversas maneiras a participação de seus empregados na divisão dos lucros da empresa.